# Gérald Cyprien Lacroix
Gérald Cyprien Lacroix, ISPX, (nascut el 27 de juliol de 1957) és un cardenal canadenc, actual arquebisbe de Quebec i Primat del Canadà des del seu nomenament pel Papa Benet XVI el 22 de febrer de 2011. Prèviament havia servit com a bisbe auxiliar de Quebec. Va ser elevat al cardenalat pel Papa Francesc.

## Biografia
Lacroix va néixer el 1957 a Saint-Hilaire-de-Dorset. Va estudiar a l'Institut Manchester de Manchester, New Hampshire i al Saint Anselm College a la ciutat veïna de Goffstown. Realitzà els seus estudis teològics a la Universitat Laval, sent batxiller en teologia. Amplià estudis sobre teologia pastoral. El 1975 va ser acceptat a l'Institut Secular Pius X i va prendre els vots perpetus el 1982.
El 1982 esdevingué Secretari General de l'Institut i, des de 1985 ha estat Director del Consell General. Entre 1985 i 1987 va ser nomenat director general del centre de formació i espiritualitat de l'Institut. Va ser ordenat prevere el 8 d'octubre de 1988 per l'arquebisbe Maurice Couture a la parròquia de Notre-Dame-de-la-Récouvrance.
Entre 1990 i 2000 va treballar a Colòmbia, on obrí noves cases per a l'Institut. Entre 2001 i 2004 va ser Director General de l'Institut, sent reelegit per a 5 anys més, des de 2005 fins a 2010.
Va ser nomenat bisbe titular d'Ilta i bisbe auxiliar de Quebec el 7 d'abril de 2009; i rebé l'ordenació episcopal el 24 de maig, amb Marc Cardinal Ouellet com a consagrador principal, amb Maurice Couture i Gilles Lemay com a co-consagradors .
El 22 de febrer de 2011 va ser nomenat Arquebisbe de Quebec i Primat del Canadà, substituint el cardenal Ouellet, que havia estat nomenat Prefecte de la Congregació pels Bisbes el 30 de juny de 2010. durant la seu vacant Mons. Lacroix va ser elegit administrador diocesà pel Col·legi de Consultors. Actualment és un dels copresidents del Comitè de Vida i Família de la Conferència Canadenca de Bisbes Catòlics. Després del seu nomenament, Lacroix va dir que continuaria la tasca del cardenal Ouellet i «reevangelitzaria la província (...) Seré diferent. Una cosa és veritat: predicaré l'Evangeli. Si la gent espera alguna altra cosa, els decebré.»
Mons. Lacroix rebé un doctorat per honoris causa per la Universitat de Sant Anselm el 21 de maig de 2011.
Rebé el pal·li del Papa Benet XVI el 29 de juny de 2011, la Festivitat de Sant Pere i Sant Pau, a Roma, conjuntament amb tots els altres arquebisbes metropolitans nomenats des de 2010. Va ser elevat al Col·legi de Cardenals al consistori del 22 de febrer de 2014 pel Papa Francesc.

## Honors
Gran Prior pel Canadà de l'orde del Sant Sepulcre de Jerusalem (22 de febrer de 2011)